# Riu Ceyhan
El riu Ceyhan és un riu de Turquia, que desguassa a la mar Mediterrània a la província d'Adana prop de la vila de Ceyhan. Neix una mica al nord-est d'Elbistan a les muntanyes que la separen de la vall del Tokhma Su, afluent de l'Eufrates. En el seu curs superior és anomenat Sÿütlü Su; a la regió d'Elbistan rep nombrosos rius menors (només destacar el Khurman Cay) i rierols. Més tard rep el Göksün Cay al sud de l'antiga Arabissos, i segueix cap al sud en direcció a Marash i aquí rep el Ak Su, per seguir al sud-oest corrent a l'oest de l'Antitaure i entra a la plana Cilícia rebent diversos afluents a la regió de Sis (Kozan); pasa per Misis (Massisa) i finalment desguassa a la mar, en un lloc que ha variat amb el temps.

## Història
Piramos (en llatí Pyramus, en grec Pyramos) fou un riu de l'Àsia Menor que naixia a Cataònia prop d'Arabissos i desguassava al golf d'Issos prop de Mallos (Mallus). Era parcialment navegable. Esteve de Bizanci diu que el seu nom antic fou Leucosyros. ls noms Djayhan i Sayhan els foren donats pels àrabs